# Gerda Laski
Gerda Laski (* 4. Juni 1893 in Wien; † 24. November 1928 in Berlin) war eine österreichische Physikerin und spätere Abteilungsleiterin im Kaiser-Wilhelm-Institut für Faserstoffchemie.

## Leben
Nach ihrer Reifeprüfung 1913 am Privat-Mädchen-Obergymnasium in Wien beginnt sie ein Studium der Naturwissenschaften, insbesondere der Physik, an der Universität Wien. 1917 promovierte sie an der Universität Wien über „Groessenbestimmung submikroskopischer Partikeln aus optischen und mechanischen Effekten“. Von 1918 bis 1919 arbeitete sie als Assistentin an der Universität Göttingen und ab 1920 am Physikalischen Institut der Universität Berlin. Von 1924/25 bis 1926/27 war sie als Abteilungsleiterin der „Ultrarotabteilung“ im Kaiser-Wilhelm-Institut für Faserstoffchemie in Berlin-Dahlem tätig, die aber wegen fehlender Finanzierung aufgelöst wurde. An der Physikalisch-Technischen Reichsanstalt war sie ab Ende 1927 als „freiwillige Mitarbeiterin“ beschäftigt, um 1928 ein Ultraforschungs-Laboratorium einzurichten. Bis zu ihrem Tod nach schwerer Krankheit erhielt sie 1927 und 1928 ein monatliches Stipendium des Kaiser-Wilhelm-Instituts für Physik.
Gerda Laski beschäftigte sich mit der Ultrarotforschung, darunter mit der Untersuchung ausgewählter chemischer Substanzen mittels ultraroter Strahlung, also einem Anwendungsgebiet.